# Standard Oil of Ohio

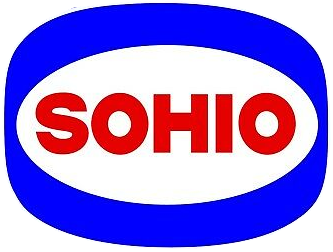
Logo

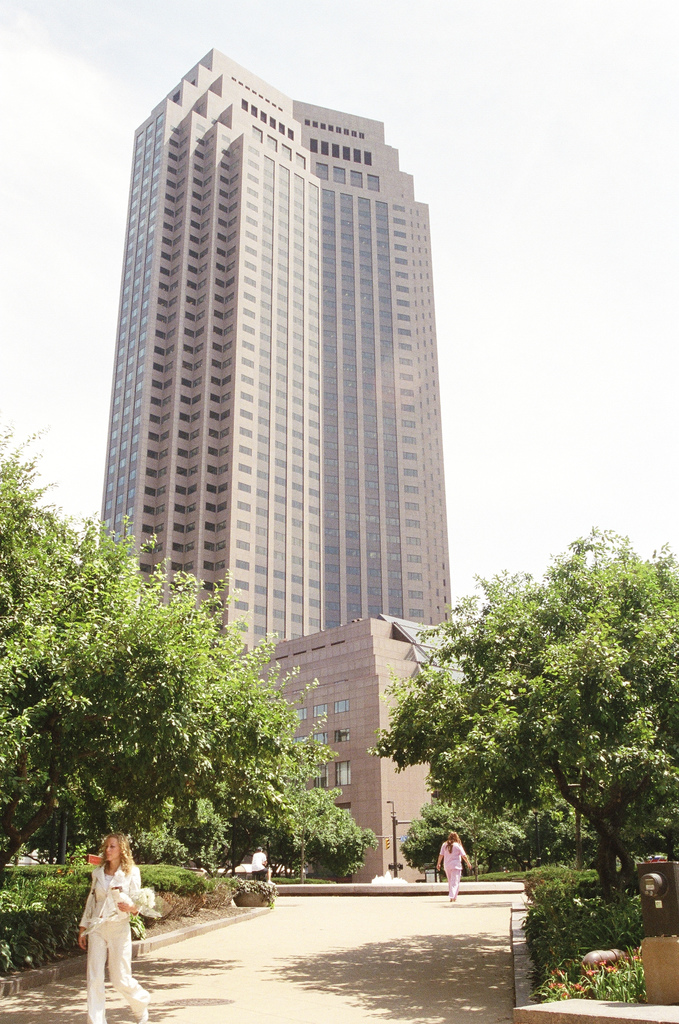
Sohio-Building/BP-Tower: Firmenzentrale von Sohio von 1981 bis 1991, darauf von BP bis 1998

Standard Oil of Ohio oder kurz SOhio war ein amerikanisches Ölunternehmen in Ohio, das von Standard Oil abstammt und später durch British Petroleum, heute BP, übernommen wurde.
Es stammt, wie viele andere Ölfirmen, aus der Zerschlagung von Standard Oil infolge des Vorwurfs der Monopolbildung in einem Antitrust-Prozess von 1911. Tankstellen betrieb die Firma im Bundesstaat Ohio unter dem Markennamen Sohio, in anderen Bundesstaaten mit dem gleichen Logo aber unter dem Markennamen Boron (Boron Oil Co. ist eine Tochterfirma von Sohio).
BP wurde Mehrheitseigentümer von Sohio in den 1970er Jahren im Gegenzug zu einer Beteiligung am Prudhoe-Bay-Ölfeld in Alaska. Mit der vollständigen Übernahme durch BP ab 1991 wurden auch die Sohio und Boron Tankstellen unter der Marke BP weitergeführt. Während es keine Tankstellen mehr unter dem Namen Sohio gibt, so existieren noch einige Tankanlagen in den Häfen am Eriesee und am Ohio unter dem Sohio-Logo. Mit dem Zusammenschluss von BP und Amoco wurde die Firmenzentrale 1998 aus dem Sohio Building in Cleveland nach Chicago verlegt.